# Histoire de la pensée économique dans la Grèce antique
C'est le monde grec qui forge le mot économie : οἰκονομία / oikonomía. En grec ancien : οἴκος / oíkos signifie la « maison » (en tant qu’unité sociale et économique), et νόμος / nómos, l'« ordre », la « loi » ou la « norme ».
Les penseurs grecs qui s'intéressent à l'économie ne sont pas des économistes mais des philosophes : la science politique, qui se rapporte à la cité, est majoritairement considérée comme la première des sciences. L’économie, considérée comme l’art d’administrer ses biens, est subordonnée à la politique. L'activité économique, pour être essentiellement centrée sur l’individu, est souvent regardée comme une activité servile, sinon suspecte.
La réflexion est cependant loin d'être absente : le terme « économique » figure dans le titre d'au moins deux traités, l'un de Xénophon, l'autre d'Aristote.
Leur objet est de connaître et formuler les « lois » (nómos) propres à optimiser l'utilisation des biens d'une « maison », l'oíkos, entendue comme unité collective de production d'une famille élargie ou d'un clan. La richesse produite est appréciée du point de vue de l'abondance des biens produits et de leur utilité.

## La crise sociale et intellectuelle duVIeauIVesiècleav. J.-C.
La pensée des philosophes grecs ne peut se comprendre sans référence au contexte économique et social de l'époque : l'état athénien se forme par l'union de tribus et de clans vivant en Attique. La propriété individuelle du sol, le commerce et l'usage de la monnaie se développent. L'État est organisé en trois classes : les nobles (eupatrides), les agriculteurs (géomores) et les artisans (démiurges).
La plupart des citoyens sont de petits paysans, en situation précaire. Ces paysans pauvres se révoltent à plusieurs reprises : à Mégare, à Samos, à Chio…
Au VIe siècle av. J.-C., ils portent au pouvoir Solon qui établit une nouvelle constitution. Une coalition s'établit entre paysans, artisans et marchands pour briser le pouvoir des nobles (Réformes de Clisthène en 508 av. J.-C.).
Les hommes en surnombre s'exilent et fondent des colonies : le commerce extérieur progresse et pose la question des alliances militaires, notamment avec Sparte (Guerre du Péloponnèse : 431-404) qui finit par l'emporter.
L'équilibre économique et social de la Cité est bousculé par l'émergence de “nouveaux riches” qui cumulent réussite commerciale et propriété foncière. Les paysans pauvres sont contraints de quitter la terre mais ne trouvent pas de travail en ville car le labeur salarié est réservé aux esclaves : une plèbe de chômeurs se forme et la Cité entre dans une ère de décadence généralisée.

## Essor du Grand Siècle Grec: leVesiècleav. J.-C.
Les débats de cette période - considérée comme “le grand siècle grec” - voient s'introduire de nouvelles idées :
Le citoyen grec est conscient de posséder une dignité en tant que membre d'un groupe organisé et gouverné suivant des Lois valables pour tous les hommes libres. Il n'est plus le serviteur d'un chef, mais seulement soumis à la Loi. Dans le même temps, L'usage de l'argent et du commerce qui se développe depuis le VIIe siècle av. J.-C. ébranle cependant les représentations et les pratiques sociales.
L'accumulation de monnaie par l'usure ou le négoce posent question : Aristote, dans l'Éthique à Nicomaque, les considère comme des activités stériles, voire déshonorantes. Ces procédés font l'objet d'une autre discipline qu'Aristote appelle chrématistique (de khrêma, la richesse).
L'Économique est toujours explicitement distingué de la Politique, laquelle fait l'objet d'un autre traité d'Aristote, dans lequel l'auteur s'efforce de définir comment fonder l'harmonie et la justice entre les différentes classes de personnes et de familles qui constituent la Cité.
Les œuvres satiriques de l'époque traduisent bien l'ampleur de ce débat : ainsi, dans le Ploutos d'Aristophane, le dieu de la Richesse (Πλοῦτος, Ploutos), rendu aveugle par Zeus, distribue ses largesses aux hommes mauvais plutôt qu'aux hommes honnêtes. Ceux-ci le conduisent dans un temple dont le dieu lui rend la vue et lui donne à voir le spectacle des troubles qu'il a causés : un sycophante (homme enrichi aux dépens du peuple) vient crier qu'il est ruiné, Hermès (dieu du Commerce) ne reçoit plus de dons des fidèles et doit gagner sa vie comme aide-cuisinier, les prêtres sont privés de leur gagne-pain car l'on n'offre plus de sacrifices aux dieux.
L'interrogation demeure profonde dans l'opinion publique à propos du lien entre « Bien moral » et « Richesse » avec l'apparition du « nouveau riche » :
Le riche « traditionnel » était vu comme le propriétaire foncier, chef naturel d'un groupe d'agriculteurs, possédant les droits sur la Terre, mais dont la richesse permet de mieux remplir sa fonction sociale.
Le « nouveau » riche est vu comme celui qui accumule de l'argent pour satisfaire ses caprices personnels et pour s'affranchir des contraintes sociales.

## Sophistes, Cyniques et Utopistes (fin duVesiècleav. J.-C.)
La fin du “grand siècle grec” (Ve siècle av. J.-C., dit aussi siècle de Périclès) provoque une époque de troubles et de bouillonnement des idées.
Les Cyniques (Antisthène,Diogène) tiennent des discours individualistes et cosmopolitistes qui contestent les cadres sociaux traditionnels (critique de l'esclavage par exemple) et militent pour la liberté du commerce.
Les sophistes (“nouveaux philosophes”) lancent au contraire des idées plus collectivistes.
Protagoras,, chef de file des Sophistes, proclame que :
1. « L'homme est la mesure de toutes choses ». Pour lui, il vaut mieux connaitre les choses humaines que le monde inanimé.
2. « L'homme vit en société ». Il faut donc s'interroger sur ce qu'est la Société. Celle-ci est censée répondre au besoin des Hommes de se défendre contre les dangers qui les assaillent.
3. « La société repose sur un contrat passé entre les hommes afin de s'accorder mutuelle protection ». Ce qui est possible parce que le Dieu suprême Zeus a accordé à l'espèce humaine des dons que nulle autre ne possède : le respect ou la pudeur (αἰδώς), le droit ou la justice (δίκη).
4. « La Loi n'est pas quelque chose de naturel : elle résulte d'une convention ». Puisqu'il n'y a rien d'absolu, il s'agit de convaincre dans la discussion et les controverses publiques : c'est pourquoi les sophistes enseignent l'art de l'argumentation en vue de “terrasser” l'adversaire dans le débat politique.

Des mouvements utopistes plus orientés vers la politique prétendent reconfigurer la propriété et l'organisation de la société (Phaleas de Chalcédoine, Hippodamos de Milet). Aristophane s'en moque dans l'Assemblée des femmes (392 av. J.-C.).

## Socrate (470-399 av. J.-C.)
Socrate, par le témoignage de sa vie faite de détachement et de pauvreté, dénonce l'individualisme extrême des Sophistes et l'exaltation de la richesse qui “attache l'homme à quelque chose d'inférieur à lui-même”. Son enseignement oral (il n'a laissé aucun écrit) s'attache à restaurer la notion de “nature humaine” en tant qu'ensemble de normes raisonnables et morales de nature supérieure, et influencera de manière directe la pensée de Platon et d'Aristote.

## Xénophon (circa426–355av. J.-C.)

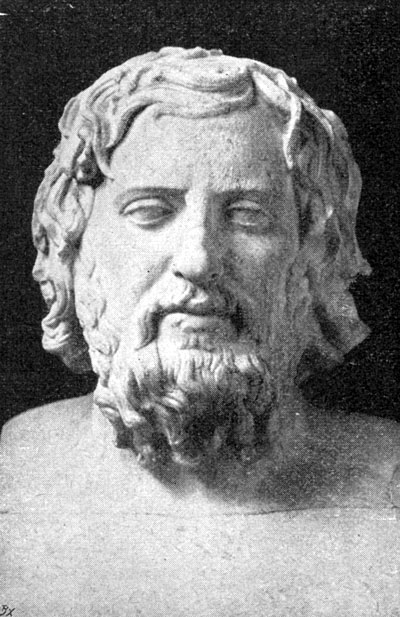
Xénophon.

L’Économique retrace un dialogue entre Socrate et Ischomaque, autour d’un thème unique, celui de l’administration d’un domaine agricole. On retrouve l'idée selon laquelle la pensée économique antique est intimement liée à l’administration domestique. L'ouvrage comprend aussi des développements sur les stratégies d’accroissement des richesses : ainsi le père d’Ischomaque dit acheter des terres à bas prix pour les revendre bien plus cher après les avoir défrichées. L’art – ou la science – de l’économie est de facto celui du bon gestionnaire. Tandis que bon père de famille peut ainsi savoir ce qui est bon pour l’administration d’une cité, alors que le rôle revient à la femme d'entretenir la maison (oikos). Identiquement, la politique est vue comme l’affaire des hommes, tandis que le travail, est réservé aux seuls esclaves. Ainsi parle l’Économique : Ischomaque enseigne cet art à sa femme et ce sera le rôle de celle-ci que d'en faire l'application.
Les Revenus est un ouvrage où Xénophon propose de multiplier les exploitations agricoles et industrielles dans l’Attique, et d’exploiter à plein rendement les mines d’argent du Laurion. À cette occasion, il aborde (mais de façon peu approfondie) des concepts comme ceux de la demande et de la valeur des biens, ainsi que le rapport qu’ils entretiennent entre eux. L'œuvre est un projet politique et économique pour toute une région, et entend défendre un point de vue cohérent.
En somme, les ouvrages de Xénophon portent sur la manière de bien gérer un domaine agricole, c'est-à-dire sur l'“économie domestique” (l'expression en grec est une parfaite tautologie), même si Les Revenus (ouvrage de maturité) montre que ces enseignements sont applicables ailleurs et situe l'économie comme l'art de satisfaire les besoins d’une société.

## La doctrine économique de Platon

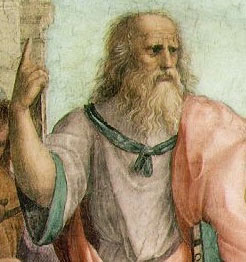
Platon.

Platon (428 ou 427 – 347 ou 346 av. J.-C.), naît dans une famille dont plusieurs de ses membres sont à la tête du parti oligarchique alors que le régime politique en place est loin d'être démocratique. Il connaît une crise intérieure à 20 ans, lorsqu'il rencontre Socrate. Désormais, il ne veut plus que servir « le bien et le juste » et ne veut plus participer à l'action politique et aux vulgaires et basses compétitions qui la caractérisent. L'action efficace exige au contraire que l'on se tienne d'abord à l'écart pour découvrir la vérité dans la contemplation, « la théoria ».
Pour préparer la libération de son âme, l'homme doit avoir une vie « bonne », c'est-à-dire une vie conforme à la « justice ». En cherchant à dire ce qu'est la justice et comment s'y conformer que dans son ouvrage la République, Platon est conduit à parler de l'organisation sociale et notamment de l'organisation économique. Il va exposer cette pensée dans plusieurs ouvrages :
1. Dans la République, il trace le tableau de l'État idéal
2. Dans le Politique et le Timée principalement, il explique pourquoi les cités réelles sont aussi éloignées de la perfection.
3. Dans les Lois, il pose les moyens de rapprocher quelque peu la réalité de l'Idéal.

### La Cité Idéale
La République est consacrée à la recherche de la justice dans la société et dans l'individu. « La “Cité idéale” est la cité parfaitement juste ; voilà posée l'exigence première de la plupart des réformateurs sociaux qui viendront ensuite». Le dialogue commence par un exposé des fausses notions de justice. Puis Platon évoque :
- la question de l'organisation de la société : « la société est un groupement d'individus qui trouvent avantage à vivre ensemble parce que cela leur permet de diviser entre eux les tâches et de se spécialiser de plus en plus dans l'exercice d'une action déterminée. Ainsi apparaissent les divers métiers puis le commerce intérieur et extérieur. »[12]. Or on trouve déjà dans la Cité des « classes d'individus » : La classe des agriculteurs, gens de métiers et commerçants qui assurent la prospérité matérielle, la classe des guerriers ou gardiens qui assurent la sécurité extérieure ou intérieure, la classe des chefs qui ont pour mission de diriger l'ensemble du groupe social. Or les individus ne sont pas également aptes à entrer dans les trois classes de la société. C'est le hasard plus que l'hérédité qui fait les qualités des individus qu'il s'agit de former et de sélectionner selon les vertus de sagesse, de courage, de tempérance et de justice. Mais qu'est-ce que la justice ? et en particulier qu'est-ce que la justice sociale ? Pour Platon, elle résulte du fait que l'on soit capable d'analyser rationnellement les différentes catégories sociales et d'organiser la sélection des citoyens : « À chacun la fonction sociale qu'il mérite par l'ensemble de ses qualités physiques, intellectuelles et morales »[13].
- La question du régime des biens : Cela ne relève pas de la justice proprement dite, l'individu n'a aucun droit sur la richesse sociale, mais seulement le devoir de mener une vie conforme à la fonction qui lui revient. D'où le principe absolu que les gardiens et les chefs ne doivent pas travailler, qu'ils ne doivent pas se souiller au contact des affaires d'argent et de négoce. Ils sont entretenus par la société, vivent en communauté, ne possèdent rien en propre et ignorent l'usage de la monnaie[14].

Platon n'indique pas le régime pertinent pour les classes « inférieures ». Implicitement on comprend qu'ils sont libres de produire, de posséder et d'échanger sans toutefois qu'ils ne deviennent trop riches ou trop pauvres.

### Les Cités réelles
Dans «la République», Platon expose que la réalité de la société est loin de cette vision. Le gouvernement idéal devrait être un « gouvernement des meilleurs », une aristocratie, au sens premier du terme. Mais des régimes imparfaits sont en place et se succèdent :
- une première forme dégénérée est la « timocratie », soit le gouvernement des militaires, réduisant les citoyens à l'état de serfs.
- les militaires venant à s'enrichir, une « oligarchie » se met en place où prospèrent selon Platon des « êtres crasseux qui de tout tirent profit »[16].
- L'inégalité se faisant de plus en plus scandaleuse, la révolte se produit qui introduit la « démocratie ».
- Mais ce régime, réputé attrayant, attribue des droits égaux à des hommes inégaux et conduit les hommes à s'enivrer de liberté, jusqu'au jour où devenus incapables de juger sainement, ils font appel à un homme qui a tôt fait de se transformer en tyran et d'installer sa « tyrannie ».

Les causes de ce tableau pessimiste sont exposées tour à tour dans le Timée, le Critias et le Politique. Pour autant, « Cela ne signifie pas que les chefs des cités ne puissent rien faire d'utile. (…) En chaque individu, il y a du divin et du bestial en proportions plus ou moins grandes. Il faut essayer de faire prédominer le divin sur le bestial. On retrouvera ainsi peut-être quelque chose de l'Idéal perdu ».

### La Cité possible
Platon écrit vers la fin de sa vie le plus considérable de ses dialogues : les Lois qui contient une série de textes législatifs concernant les principaux points de la constitution politique et sociale d'une Cité.
Platon part du constat des imperfections de la société : l'autorité est mal exercée, l'esprit d'indiscipline se développe et surtout, en raison du voisinage funeste de la mer, le commerce est né et « a engendré dans les âmes une disposition à se dédire sans cesse et à être de mauvaise foi ». Platon insiste sur la nécessité d'établir l'égalité des fortunes. Or dit-il, cela ne peut se faire ni par voie d'autorité, ni en comptant sur le fait que les riches vont distribuer aux pauvres une partie de leurs biens ; le principal obstacle provient de l'existence d'inégalités économiques établies depuis longtemps.
Pour être efficace, il vaut mieux légiférer dans les conditions plus favorables de la fondation d'une nouvelle Cité et d'établir l'amitié entre tous ses citoyens L'idéal serait la communauté absolue des biens, des femmes et des enfants.
Mais de manière plus réaliste, il s'agit d'instaurer l'amitié entre tous par l'attribution de propriétés égales et d'obliger chacun à mener une vie identiquement frugale.
Les Lois proposent également un partage en lots égaux de la terre qui ne pourra être aliénée et qui devra être transmise à un seul héritier, d'interdire la détention de l'or et de l'argent qui seront réservés pour les échanges extérieurs.
Ceci implique que tous les citoyens soient agriculteurs. Les récoltes sont recensées en trois parts égales (Citoyens, esclaves, étrangers). Les deux premières sont affectées mensuellement aux citoyens et aux esclaves. La troisième est vendue sur des marchés soigneusement réglementés et surveillés aux étrangers en échange des produits de leur industrie.
Les métiers sont confiés à des étrangers qui ne pourront exercer plus d'un métier à la fois.
Afin de préserver la cité de la sédition, il est nécessaire de se prémunir contre l’excès de pauvreté et de richesse en posant un minimum de fortune, égal à la valeur du lot initial, et un maximum : « Dès qu'une famille jouira d'une fortune supérieure au quadruple de la valeur du lot de famille, on lui confisquera le supplément ».
Les gardiens des Lois et autres magistrats sont élus après avoir passé un examen. Les magistratures ne sont pas rémunérées.
Au total Platon ne fait pas preuve d'un optimisme excessif. Même si l'on établit ces lois, l'avenir de la Cité dépendra selon lui des choix qui seront faits pour les magistrats et les gouvernants.

## Aristote: économie de Nature, économie de Cité

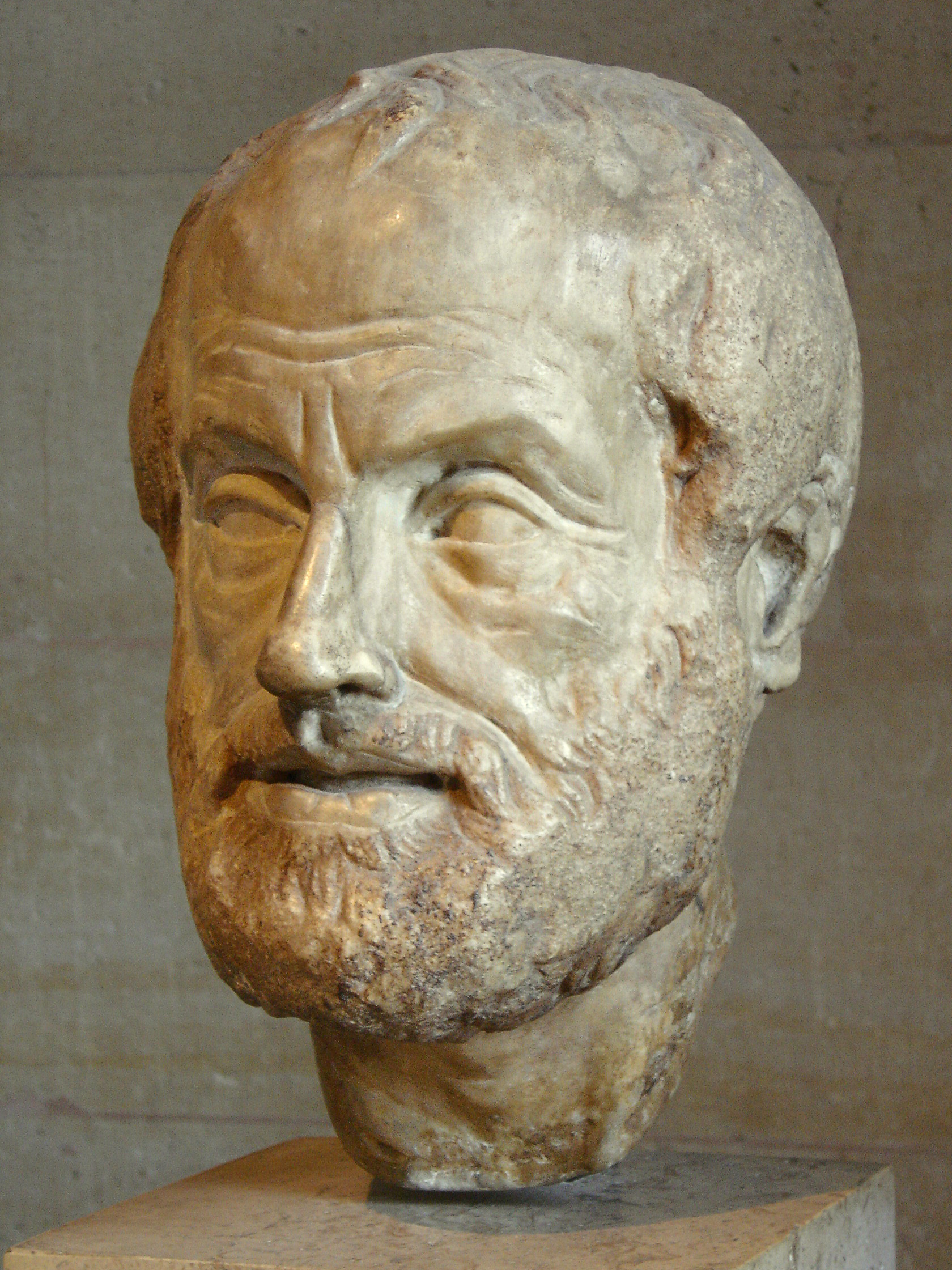
Aristote.

Aristote (circa 384 – 322 av. J.-C.) accorde dans sa pensée une place beaucoup plus importante à l’économie : Auteur fondamental de l'Antiquité, il influencera de manière prépondérante toute la période médiévale.
Dans les Économiques, la Politique et l'Éthique à Nicomaque, Aristote montre la différence fondamentale qui sépare à ses yeux l'économique de la chrématistique (du grec ancien χρήματα / khrémata, « biens, argent ») qui est l'art de produire pour produire, avec pour seul but le profit. Selon lui, l'accumulation de la monnaie pour elle-même est une activité contre nature qui déshumanise ceux qui s'y livrent : avec Platon, il condamne le goût du profit et l'accumulation de richesses.
Le commerce substitue l’argent aux biens ; l’usure crée de l’argent à partir de l’argent ; le marchand ne produit rien.
La chrématistique lui apparaît comme un ensemble de ruses et de stratégies d’acquisition des richesses pour permettre un accroissement du pouvoir politique. À ce titre elle doit être condamnée d'un point de vue philosophique.
Au contraire, il valorise l’agriculture et le « métier » qui fondent une économie naturelle où les échanges et la monnaie servent uniquement à satisfaire les besoins de chacun. Aristote garde toujours le souci d’agir conformément à la nature. Celle-ci fournit « la terre, la mer et le reste » : l’économique est donc l’art d’administrer, d’utiliser les ressources naturelles, ce qui s'oppose totalement à l’art d’acquérir et de posséder.
Aristote inclut dans cette vision l’idée d’un rapport de réciprocité : l'économique ne peut être séparé du social : l’échange est comme un « retour sur équivalence » ; C'est un motif supplémentaire de condamnation de la chrématistique, qui substitue l’objet à la relation sociale et finalement l’argent à l’objet.
Chez Aristote, de fait, l'échange, même basé sur la monnaie, est toujours envisagé comme permettant de renforcer le lien social : Alors qu'il est absent de la tribu (où seul le troc existe), son apparition dans la cité contribue à faire la société.
« Car s'il n'y avait pas d'échanges, il ne saurait y avoir de vie sociale ; il n'y aurait pas davantage d'échange sans égalité, ni d'égalité sans commune mesure. »
L’apport d’Aristote est donc remarquable pour plusieurs raisons :
1. C'est tout d’abord la distinction fondamentale qu’il établit entre l'économie naturelle (économique) et l'économie d’argent (chrématistique) ;
2. C'est une réflexion fine sur le rôle de l'échange dans le lien social.
3. L'autre résultat original et remarquable de sa réflexion est la différenciation opérée entre valeur subjective et valeur commerciale d’un bien, que l’on peut facilement rapprocher des notions de valeur d'usage et de valeur d'échange qui apparaîtront au XVIIIe siècle.
4. On trouve aussi dans l'éthique à Nicomaque des concepts éthiques comme les quatre causes (cause matérielle, cause formelle, cause efficiente, et cause finale), qui esquissent les notions de valeur d'échange et de valeur d'usage utilisées par les théories économiques modernes.

## Les Utopies finales (IVe-Iersiècleav. J.-C.)
Après Platon et Aristote, un courant multiforme se développe dans un œkoumène en expansion. L'élargissement du monde connu résulte, entre autres, de l'épopée d'Alexandre, qui envahit l'Asie et contribue fortement à étendre le cadre géographique du monde grec.
Puis, l'empire macédonien est divisé entre les successeurs d'Alexandre, les Diadoques : des monarchies apparaissent dont certaines promeuvent des mesures d'économie dirigée, en particulier le royaume ptolémaïque en Égypte. Le mysticisme oriental introduit alors de nouveaux courants de pensée qui entament l'ordre de la raison propre au génie grec de la période précédente.
Les tendances au naturalisme conduisent à idéaliser l'état de nature pour en faire une sorte « d'âge d'or » qui aurait été corrompu par la suite. Jean-Jacques Rousseau, dans son Discours sur l'inégalité, fera référence à l'un de ces auteurs, notamment Dicéarque de Messène, et Marx et Engels n'en sont pas éloignés lorsqu'ils évoquent le Communisme primitif.
Les tendances au rationalisme font rejeter coutumes religieuses et traditions sociales (Épicure). Évhémère, en tant que premier théoricien de l'athéisme systématique, est l'auteur d'un plan rationnel de cité communiste (l'île de Panchaïe).
Les tendances à l'universalisme invitent tous les hommes à la communion dans l'humain, et sont à ce titre les premières philosophies de la personne. Ainsi, dans le courant stoïcien, Posidonios (l'un des maîtres de Cicéron) présente une première critique systématique de l'esclavage aux IIe siècle av. J.-C. et Ier siècle av. J.-C., et influence le droit romain dans le sens d'un adoucissement de la condition servile.